# Рабочие посёлки Назиевского торфопредприятия
Рабо́чие Посёлки Назиевского торфопредприятия — упразднённые посёлки на территории Назиевского городского поселения Кировского района Ленинградской области.

## Рабочий Посёлок № 1

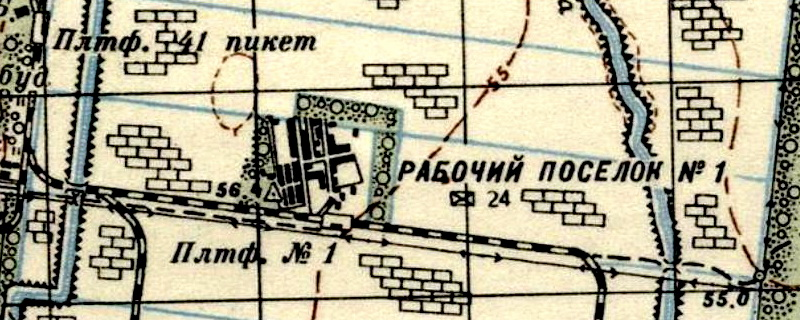
План Рабочего Посёлка № 1. 1941 год

Был расположен к юго-востоку от административного центра поселения, посёлка Назия. Согласно топографической карте РККА 1941 года посёлок насчитывал 24 двора. В посёлке находилась почта и железнодорожная платформа № 1. Сообщался с железнодорожной платформой 41-й Пикет.

## Рабочий Посёлок № 2

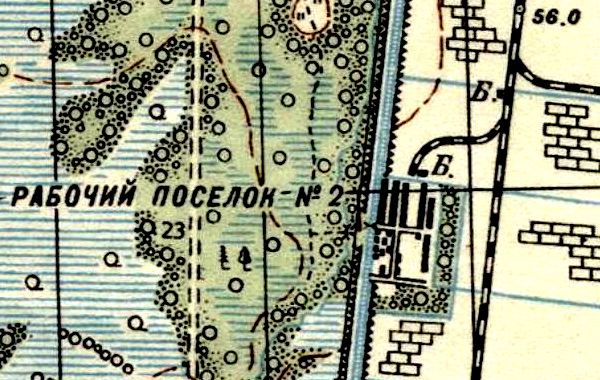
План Рабочего Посёлка № 2. 1941 год

Согласно топографической карте РККА 1941 года посёлок насчитывал 23 двора. Располагался также к югу от посёлка Назия. Находился на правом берегу реки Ковра. К нему подходила ветка узкоколейки.

## Рабочий Посёлок № 3

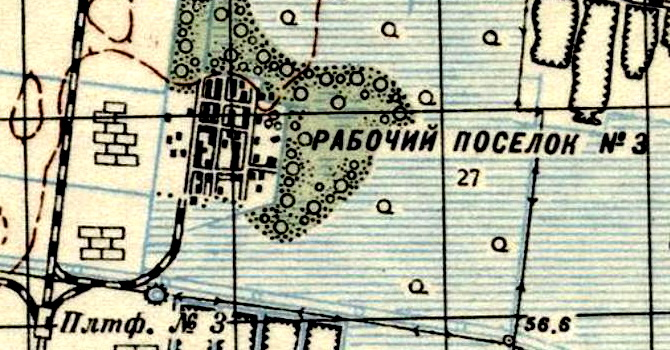
План Рабочего Посёлка № 3. 1941 год

Согласно топографической карте РККА 1941 года посёлок находился к юго-востоку от посёлка Назия и насчитывал 27 дворов. В посёлке располагалась железнодорожная платформа № 3. К востоку от посёлка находятся пруды и Тянегожское озеро. Посёлок стал местом съемок документального фильма «Хлебный день» Сергея Дворцевого в 1998 году, который получил множество призов на международных кинофестивалях.
На 2010 год посёлок полностью заброшен и пуст, здания разваливаются.

## Рабочий Посёлок № 4

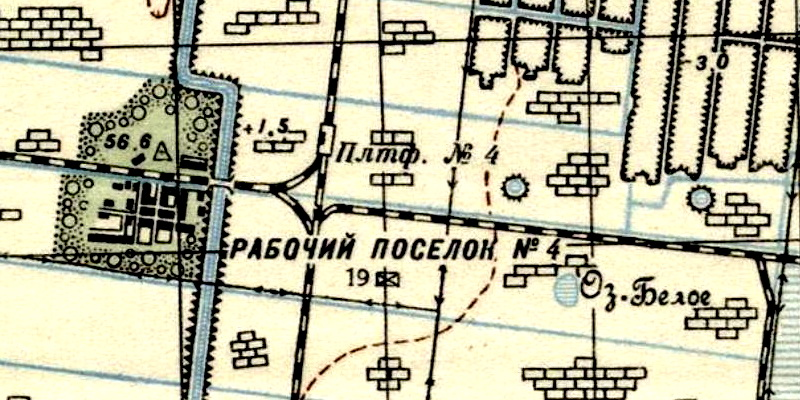
План Рабочего Посёлка № 4. 1941 год

Согласно топографической карте РККА 1941 года посёлок насчитывал 19 дворов. В посёлке находилась почта и железнодорожная платформа № 4. К востоку от посёлка — озеро Белое.

## Рабочий Посёлок № 5

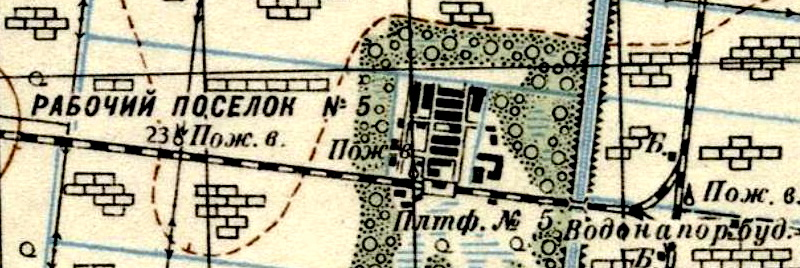
План Рабочего Посёлка № 5. 1941 год

Согласно топографической карте РККА 1941 года посёлок насчитывал 23 двора. В посёлке находилась железнодорожная платформа № 5.

## Рабочий посёлок № 6

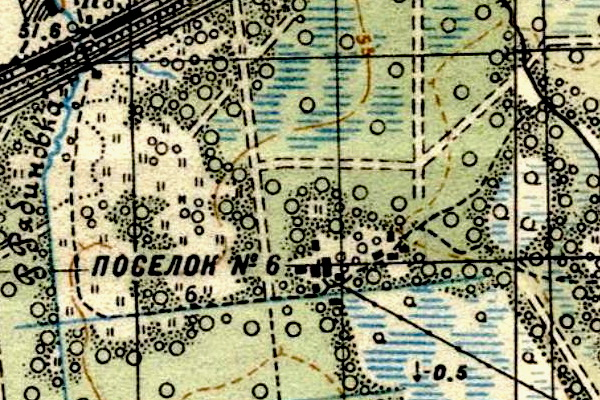
План Рабочего Посёлка № 6. 1941 год

Согласно топографической карте РККА 1941 года посёлок насчитывал 6 дворов. Располагался к югу от деревни Поляны и железнодорожной платформы Поляны на линии Санкт-Петербург — Волховстрой. После войны восстановлен не был.

## Рабочий посёлок № 7

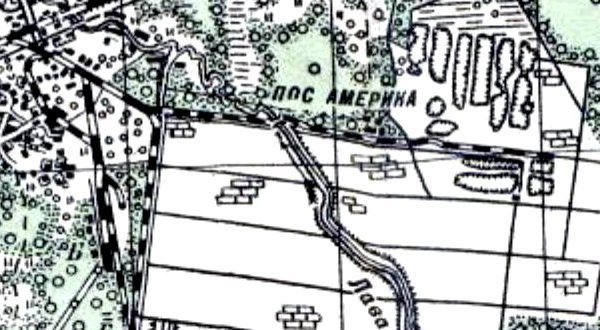
План Рабочего Посёлка № 7 («Америка»). 1941 год

Другое название — «Америка». Располагался на правом берегу реки Лава, к северу от Рабочего Посёлка № 1. После войны не восстанавливался.

## Рабочий посёлок № 8

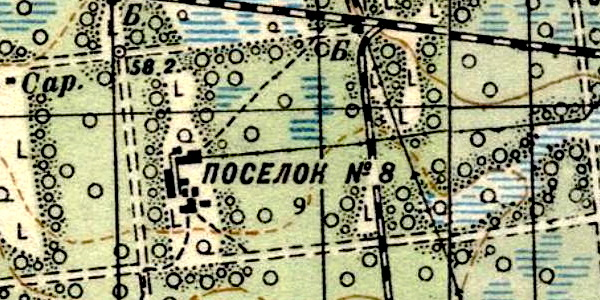
План Рабочего Посёлка № 8. 1941 год

Согласно топографической карте РККА 1941 года посёлок насчитывал 9 дворов. Располагался к западу от Рабочего Посёлка № 5. После войны не восстанавливался.

## География
Расположены к югу от посёлка Назия.

## Современность
Сегодня от поселков остались лишь полуразрушенные дома. До некоторых поселков идут грунтовые автодороги, проложенные по насыпи узкоколейки. В бывшем 5-м поселке сохранилась братская могила, в которой захоронены погибшие в ВОВ красноармейцы.

## Галерея

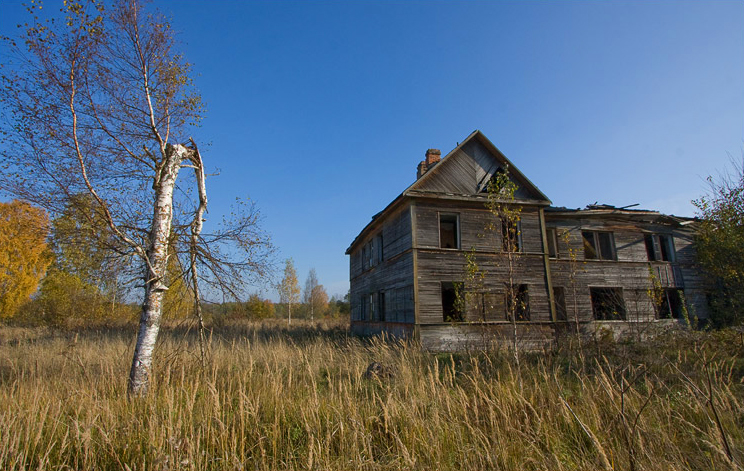
Заброшенный дом в рабочем посёлке № 3
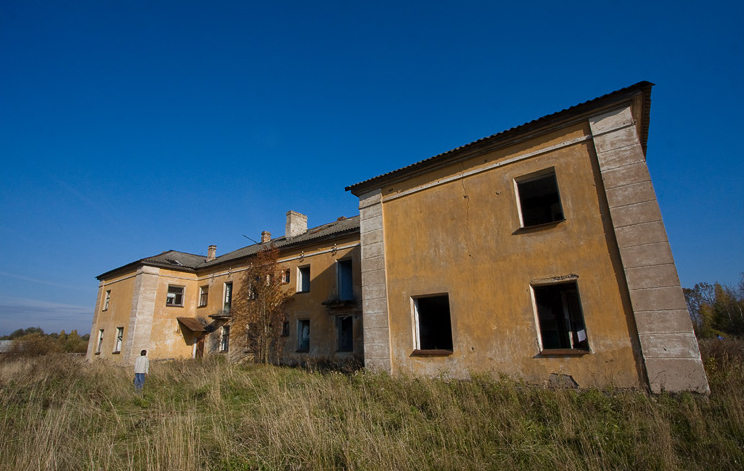
Заброшенный дом в рабочем посёлке № 3
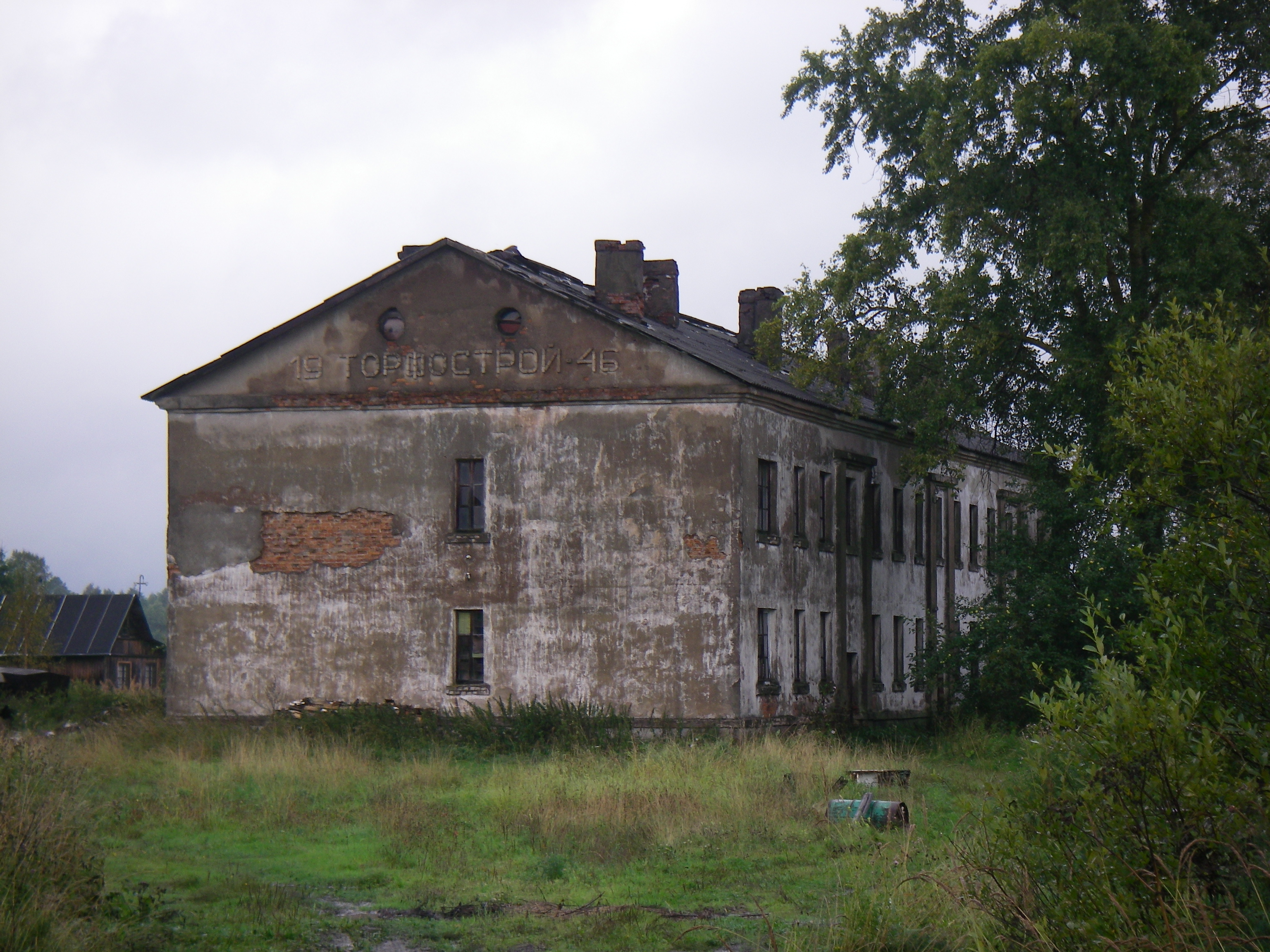
«Торфострой 1946». Дом в рабочем посёлке № 5
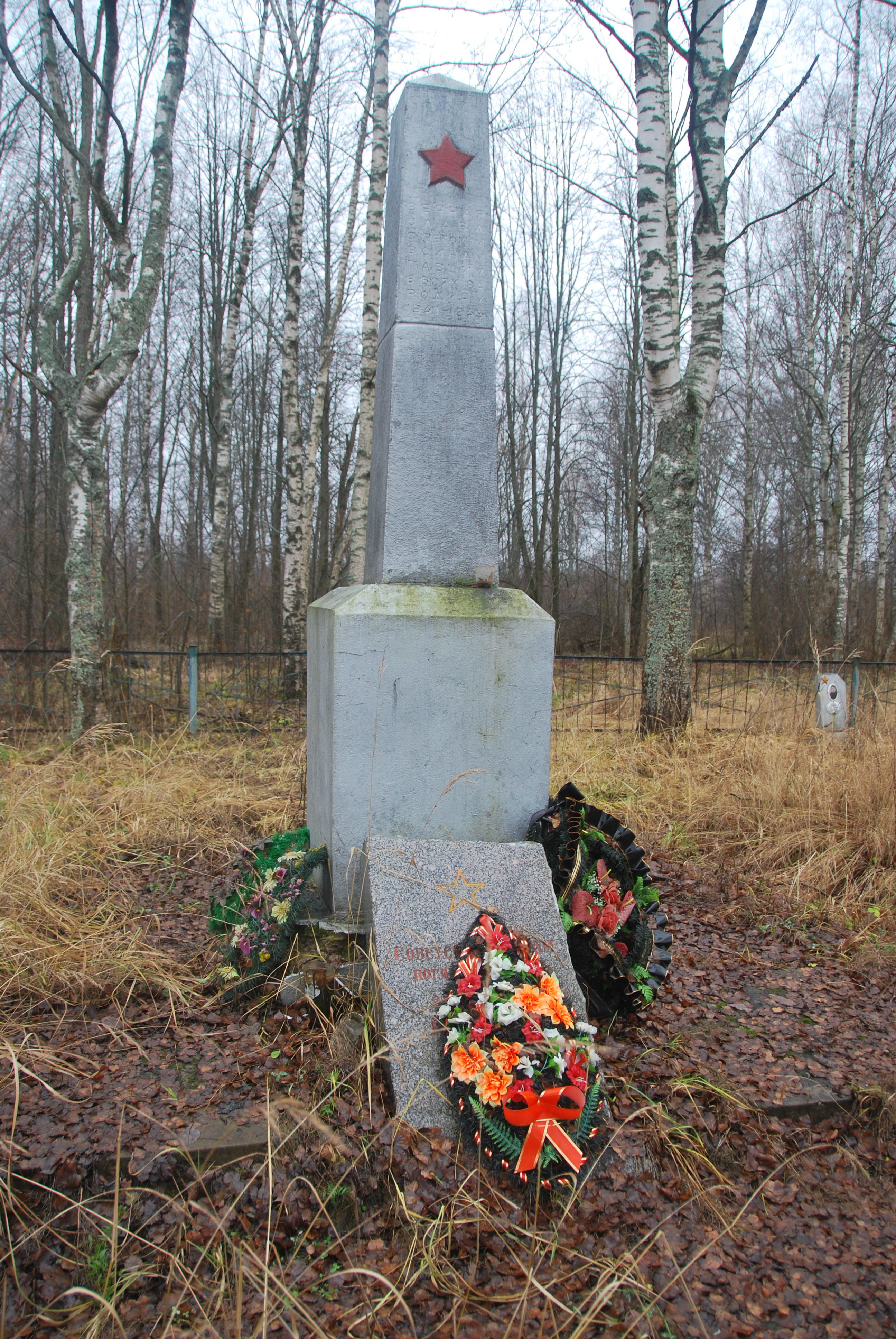
Братская могила в посёлке № 5